# Ølen
Ølen (eller Ølensjøen) är en tätort belägen på halvön Haugalandet längst norrut i Rogaland fylke i sydvästra Norge. Den utgör sedan 2006 centralort för Vindafjord kommun. Före 2006 var den centralort i dåvarande Ølens kommun.
Ortnamnet var Aalund (Ålund) respektive Aalundssøen fram till slutet av 1800-talet. Nerheimstunet är ett bygdemuseum utanför samhället, år 1326 skrivet Niarðhæim efter guden Njord i fornnordisk mytologi. En kyrka var belägen där fram till 1874, då den ersattes av nya kyrkan nere vid sjön.
Orten har yrkesgymnasium (norska: videregående skole), idrottshall och simhall. Industrier finns främst i grannsamhället Ølensvåg, som har hamn för underhåll av oljeplattformar.